# Józef Wincenty Plater
Józef Wincenty Plater herbu własnego (ur. 11 lipca 1745 roku w Krasławiu – zm. w 1806 roku w Beresteczku) – generał lejtnant Armii Wielkiego Księstwa Litewskiego, kasztelan trocki i konsyliarz Rady Nieustającej w 1793 roku, marszałek Trybunału Głównego Wielkiego Księstwa Litewskiego w 1774/1775 roku, pisarz polny litewski w latach 1771–1783, starosta brzeski litewski w latach 1770–1771, starosta inflancki w 1761 roku, hrabia w 1774 roku, członek konfederacji targowickiej.
Syn Konstantego Ludwika. Był jednym z najbogatszych magnatów. Posiadał dobra na Wołyniu: Beresteczko, Daszów, Dubno, Kalnik, Ratno. 
Poseł województwa inflanckiego z Litwy na sejm konwokacyjny 1764 roku. Jako poseł na sejm elekcyjny 1764 roku był elektorem Stanisława Augusta Poniatowskiego z Księstwa Inflanckiego w 1764 roku, jako deputat od Rzeczypospolitej podpisał jego pacta conventa. 
W latach 1778–1791 posiadał patent generała. Pochowany w Beresteczku.
Był mistrzem lóż wolnomularskich Doskonała Tajemnica w 1786 roku i Polak Dobroczynny w 1787 roku, kawalerem maltańskim w 1780 roku. Dziedziczny komandor maltański.
W 1773 roku odznaczony Orderem Orła Białego, został kawalerem Orderu Świętego Stanisława.